# Mesochria congoensis
Mesochria congoensis är en tvåvingeart som beskrevs av Tollet 1956. Mesochria congoensis ingår i släktet Mesochria och familjen fönstermyggor.
Artens utbredningsområde är Kongo. Inga underarter finns listade i Catalogue of Life.